# Прилбица

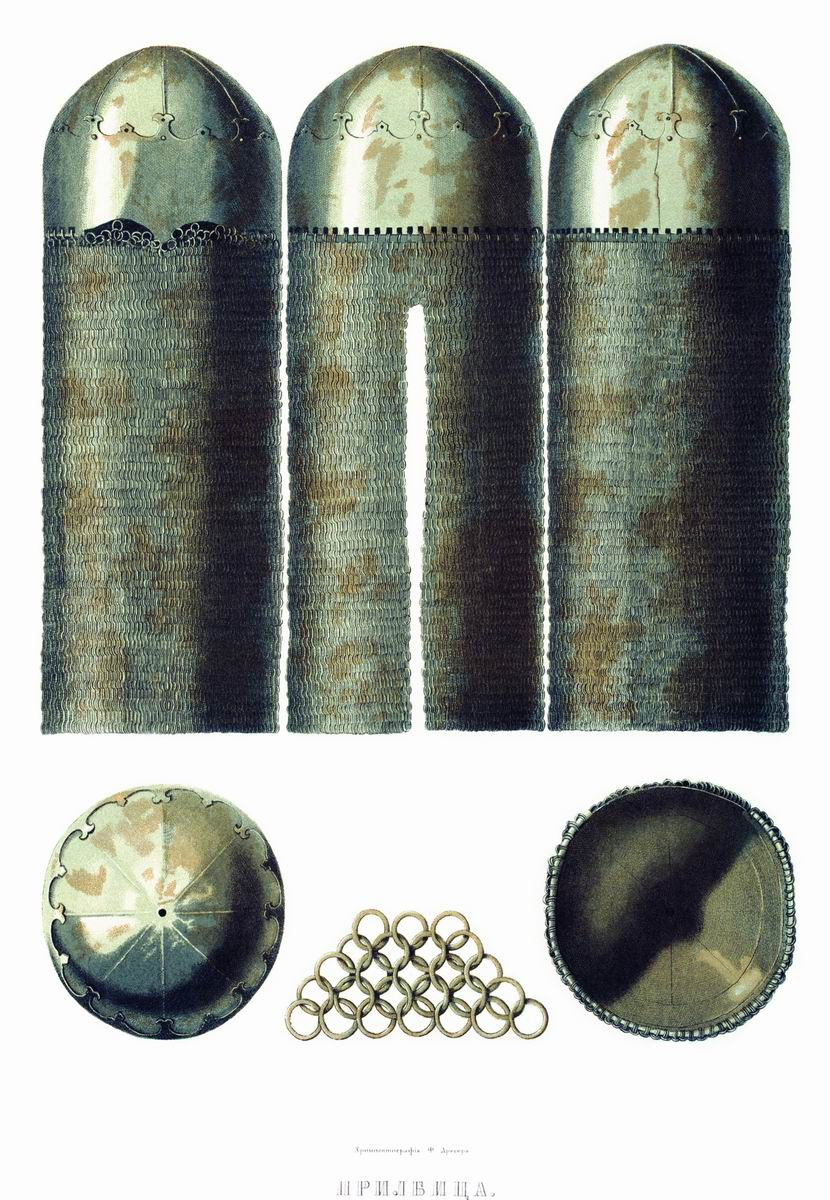
Прилбица, принадлежавшая В. В. Голицыну.

При́лбица — тип шлема, употреблявшийся на Руси , в Западной и Средней Азии в Средние века. 
При́лбица отличались полусферической тульёй, доходили до переносицы, поэтому имели полувырезы для глаз. Снабжались круговой кольчугой, полностью закрывавшей лицо. В других источниках указано что шишак, у которого тулья была с сеткою (кольчугой) или забралом, покрывавшим лоб называлась Прилбица. Сохранилось, в польском языке, название шишака — «przyłbica».

## Этимология
Славянское слово прилбица происходит от слова лоб. В Древней Руси оно обозначало подшлемник: под 1169 год упоминаются волчьи и барсучьи прилбицы. Позднее в славянских языках это слово получило свои значения. Например, пол. Przyłbica — шлем с забралом, чеш. Přilba — шлем. В Русском царстве прилбицами называли шишак, шлем; мисюрская шапка; или же чельная, лобовая часть шелома, именно данный тип шлемов, хотя они применялись редко.

## История
Первым свидетельством о данных шлемах является фигура шаха Хосрова II, найденная в Тадж-и-Бостане в Персии, датируемая около 620 года. Изображённый шлем представляет собой прилбицу, вероятно, из нескольких сегментов, с набровиями над полувырезами для глаз. Шлем увенчан необычным полусферическим плюмажом. Бармица закрывает и плечи, и, частично, грудь. Что небезынтересно — этот шлем очень схож с некоторыми вендельскими шлемами, включая наличие набровий, и отличается от них отсутствием полумаски и гребня.
Более широкое распространение прилбицы получают в XIV—XVI веках в Персии (Иран) и Османской империи (Турции). Они сворачивались из одного или  нескольких листов металла, соединённых клёпкой или пайкой; или были цельнокованными. Нередко они отличались не совсем полусферической формой тульи, а, скорее, незначительно кверху сходились в конус с выпуклыми образующими. Сверху иногда приклёпывалось навершие — круглая пластинка. По венцу также нередко приклёпывалась круговая полоса. Эта полоса и навершие обычно декорировались. До сих пор прилбицы иногда снабжались набровиями, а в качестве новой детали с конца XIV века к ним добавился скользящий наносник.
Вероятно, под западноазиатским влиянием эти шлемы переняли ордынцы. В золотоордынском погребении в южном Приуралье, датируемом XIII веком, была найдена прилбица, склёпанная из нескольких сегментов. М. В. Горелик считает вероятным использование подобных шлемов и позднее.
По мнению М. В. Горелика, от прилбиц произошли тюрбанные шлемы.